# 岐阜市立則武小学校
岐阜市立則武小学校（ぎふしりつ のりたけしょうがっこう）は、岐阜県岐阜市則武にある公立小学校。

## 沿革
- 1873年（明治6年）8月24日[注釈 1] - 則武村に敞蒙学校が開校する。
- 1874年（明治8年） - 新築移転。
- 1886年（明治19年） - 現在地に移転。敞蒙小学校に改称する。
- 1897年（明治30年） - 則武尋常小学校に改称する。
- 1912年（明治45年） - 農業補習学校を併設する。
- 1915年（大正4年） - 則武尋常高等小学校に改称する。
- 1940年（昭和15年）2月11日 - 則武村が岐阜市に編入される。
- 1941年（昭和16年） - 則武国民学校に改称する。
- 1947年（昭和22年） - 岐阜市立則武小学校に改称する。
- 1965年（昭和40年） - 校舎（鉄筋コンクリート造）が完成。以後1966年、1967年、1970年、1971年、1972年、1975年に校舎の新築・増築を行う。

## 校区
校区の則武西1丁目には岐阜市立城西小学校がある。城西小学校は島小学校から分立した小学校であり、校区に則武西1丁目は含まれていない
- 日光町7丁目（1～15番・22～42番）・8丁目（2～39番）・9丁目（1～18番・20～73番）、則武、則武西1・2丁目、則武中1～4丁目、則武東1～4丁目、大福町7丁目（1～29番・45～68番）・8丁目（1～23番・38～63番）・9丁目（1～25番・41～75番・84～116番）
  - 則武東4丁目（28番・29番・30番4号・30番6号）の児童は指定学校変更申立により鷺山小学校への変更が可能[1]。

## 進学先中学校
- 岐阜市立岐阜清流中学校

## 交通機関
- 岐阜バス

黒野線（JR岐阜駅バスターミナルより宝珠ハイツ（C48）・西秋沢（C46）・本巣市役所（C47）・御望野（C45）行）「則武小学校前」バス停より徒歩約1分。

## 校区内の主な施設
- 岐阜県立岐阜商業高等学校
- 岐阜県立岐阜北高等学校